# Модитоналца (Сасари)
Модитоналца је насеље у Италији у округу Сасари, региону Сардинија.
Према процени из 2011. у насељу је живело 43 становника. Насеље се налази на надморској висини од 243 м.